# Леонид I
Леони́д I (др.-греч. Λεωνίδας) — царь Спарты из рода Агиадов, правивший в 491—480 годах до н. э. Участник Греко-персидских войн, погибший в Фермопильском сражении.

## Биография
Леонид был сыном Анаксандрида II. Считался потомком Геракла в 20-м поколении. 
Леонид был третьим из четырёх сыновей, но после смерти Клеомена I и Дориея принял царскую власть: «Леонид был младшим братом Клеомена I и вступил на престол после того, как Клеомен умер, не оставив мужского потомства».
За десять лет своего царствования Леонид I не сделал ничего знаменательного, но обессмертил своё имя сражением при Фермопилах (Тёплые ворота). Он защищал с 6 тысячами воинов (в том числе и личной гвардией из 300 спартанцев) Фермопильский проход при наступлении персидских войск и погиб в бою.
Правитель Ахеменидской Персии Ксеркс I напал на Грецию летом 480 года до н. э. Навстречу ему выступил Леонид I с отрядом из 300 спартанцев и 5620 воинов из других городов. Греки закрепились в ущелье Фермопилы с намерением защищать этот узкий проход как можно дольше.
200 000 персов в течение двух дней безуспешно штурмовали Фермопилы. Однако изменник Эфиальт провёл ночью отряд «бессмертных» (персидской гвардии) горной тропинкой в обход позиций Леонида I, чтобы ударить по грекам с тыла. Получив сообщение об этом, Леонид спас большую часть войска, отправив его вглубь страны, а сам остался в Фермопилах с 300 спартанцами. По собственной воле остались также 700 феспийцев под командованием Демофила и 400 фиванцев под начальством Леонтиада, которых на то принудил Леонид, знавший о симпатиях последних к персидской державе. Чтобы прикрыть отступление, воины Леонида устремились навстречу персам и сдерживали их наступление до тех пор, пока все не полегли на поле битвы. Разъярённый большими потерями и отчаянным сопротивлением спартанцев, Ксеркс I приказал разыскать тело Леонида, отрубить его голову и насадить на кол, а тело прибить к борту своего личного корабля.

## Леонид I в искусстве
- Царь Леонид является персонажем романа Валерио Манфреди «Спартанец» (оригинальное название — «Щит Талоса», итал. «Lo scudo di Talos»).
- Леонид — главный персонаж двух фильмов о Фермопильском сражении и предшествующих ему событиях: «300 спартанцев» 1962 года, где его роль исполняет Ричард Эган, и «300 спартанцев» 2006 года, где его сыграл Джерард Батлер.
- Леонид I появляется в роли игрового персонажа в прологе игры Assasin's Creed: Odyssey.
- Леонид  I появляется в Fate/Grand Order и Record of Ragnarok.

## Комментарии
1. ↑  Как сообщал древний историк[кто?]: Леонид был младшим братом Клеомена I и вступил на престол после того, как Клеомен умер, не оставив мужского потомства. 
Точных сведений о регентстве, возможной конкуренции за власть, процедуре коронации и т.п. не сохранилось.
2. ↑  В 520 году до н. э. умер его отец Анаксандрид, отталкиваясь от этой даты можно предположительно судить о дате рождения Леонида.